# Cramers Autobus Onderneming
Cramers Autobus Onderneming (CAO) was van 1925 tot 1981 een Nederlands autobusbedrijf in het Limburgse Grevenbicht.

## Geschiedenis
Cramers Autobus Onderneming werd in 1925 opgericht door H. Veders en J.H. Cramers. Vanaf 30 mei 1925 exploiteerden zij een lijndienst Obbicht-Grevenbicht-Sittard. In 1927 werden extra bussen gekocht en werd mijnwerkersvervoer naar Staatsmijn Maurits geopend.
Na de Tweede Wereldoorlog groeide CAO. Het bedrijf verkreeg een nieuwe concessie en exploiteerde vier lijnen:
- Berg aan de Maas-Grevenbicht-Sittard
- Grevenbicht-Born-Sittard
- Grevenbicht-Roosteren
- Geleen-Born-Roosteren

In 1951 splitste het bedrijf zich in Cramers Autobus Onderneming (openbaar vervoer) en H. Veders en Zonen (besloten busvervoer). De lijnbussen legden daarna per jaar 485.000 kilometer af en vervoerden ongeveer 700.000 reizigers.
In de jaren zestig werden de laatstgenoemde twee lijnen opgeheven wegens tegenvallend resultaat. Het ging op financieel gebied verder achteruit. In 1979 moest het bedrijf twee nieuwe bussen in dienst nemen om verouderd materieel te vervangen. Deze werden aangeschaft met een mondelinge garantie door de rijksoverheid. In 1980 moest CAO opnieuw twee nieuwe bussen aanschaffen. De overheid kwam echter de mondelinge afspraak niet na, waardoor faillissement dreigde. Er werd besloten tot overname door Verenigd Streekvervoer Limburg (VSL).
Op 1 januari 1981 gingen de zestien personeelsleden, de vier laatst aangeschafte Volvo-bussen en de resterende twee lijnen over naar VSL.